# Antyfaszystowska Rada Wyzwolenia Narodowego Jugosławii

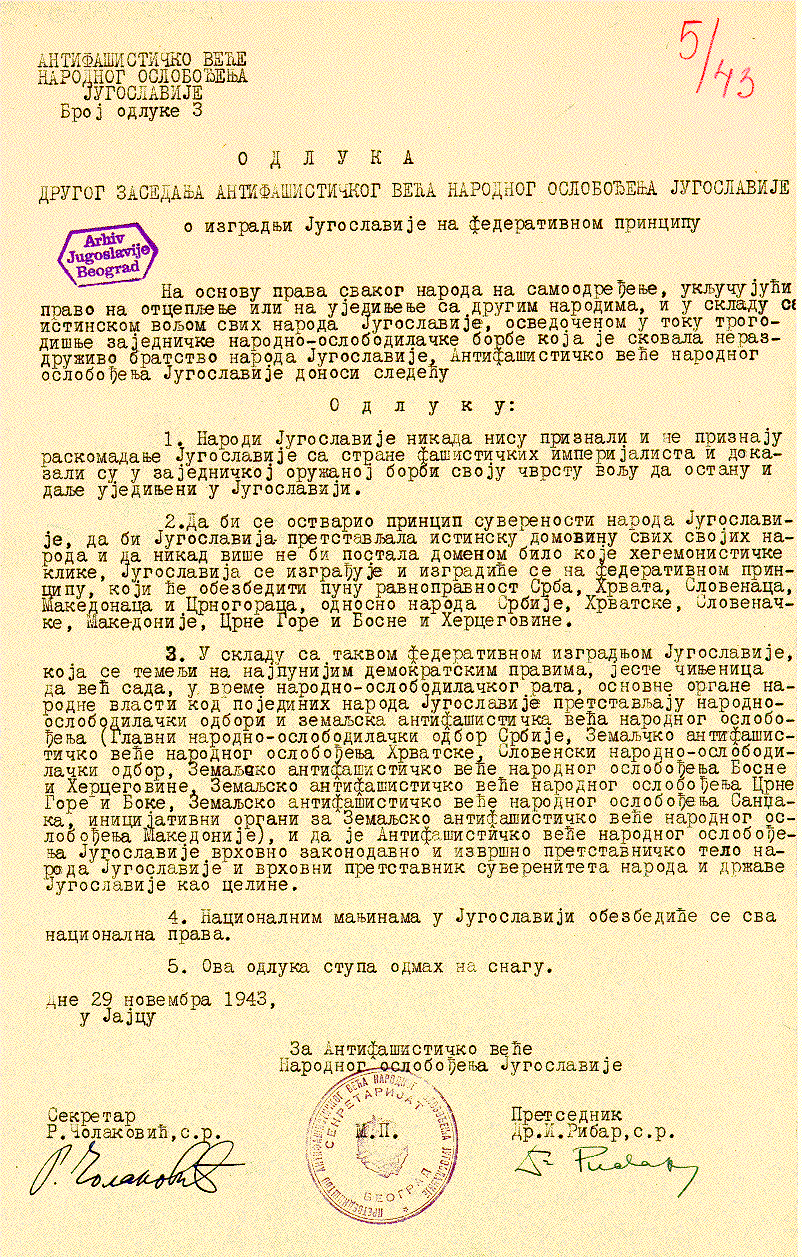
Uchwała AVNOJ podjęta na II zjeździe w sprawie federalizacji Jugosławii

Antyfaszystowska Rada Wyzwolenia Narodowego Jugosławii (serb.-chorw. Antifašističko vijeće narodnog oslobođenja Jugoslavije, AVNOJ) – tymczasowy organ przedstawicielski Demokratycznej Federacyjnej Jugosławii, który powstał w listopadzie 1942 roku.

## Historia
Zjazd założycielski odbył się w dniach 26–27 listopada 1942 w Bihaciu, m.in. z inicjatywy Komunistycznej Partii Jugosławii. AVNOJ zrzeszał uczestników antyfaszystowskiego ruchu oporu. W statucie AVNOJ wskazano, że członkostwo było możliwe bez względu na narodowość, religię i przynależność partyjną. W listopadzie 1943 roku stał się najwyższym organem ustawodawczym. Na jego czele stanął Ivan Ribar.
Na drugim zjeździe (Jajce, 29–30 listopada 1943) Narodowy Komitet Wyzwolenia Jugosławii (NKOJ) ustanowiono rządem tymczasowym Jugosławii, rząd na uchodźstwie zdelegalizowano, a jego działalność w zakresie stosunków międzynarodowych poddano rewizji. Królowi Piotrowi II zakazano powrotu do kraju, choć kwestię likwidacji monarchii pozostawiono otwartą. Zdecydowano natomiast o federalizacji państwa. Josip Broz Tito został mianowany marszałkiem Jugosławii.
Na trzecim i ostatnim zjeździe (Belgrad, 7–10 sierpnia 1945) przeprowadzono zmiany terytorialne, nadając Wojwodinie i Kosowu autonomię w ramach Socjalistycznej Republiki Serbii oraz dzieląc Sandżak pomiędzy Czarnogórę i Serbię. AVNOJ przemianowano na Tymczasowe Zgromadzenie Narodowe, które przygotowywało się do uchwalenia nowej konstytucji.